# Fabio Campana
Fabio Campana (Livorno, 14 gennaio 1819 – Londra, 2 febbraio 1882) è stato un compositore e direttore d'orchestra italiano.
Attivo anche come insegnante di musica, compose otto opere apparse tra il 1838 e il 1869.
Era nativo di Livorno, dove vennero rappresentate le sue prime due opere, ma agli inizi degli anni 1850 si trasferì a Londra. Qui aprì una celebre scuola di canto, diresse concerti e guadagnò una reputazione come prolifico e popolare autore di canzoni e arie da concerto. L'ultima sua opera, Esmeralda, fu rappresentata a San Pietroburgo nel 1869, e in seguito ebbe un allestimento londinese con Adelina Patti come protagonista. Campana morì a Londra a 63 anni. Le opere sono state dimenticate, ma le canzoni sono presenti in alcune registrazioni moderne.

## Vita e carriera
Campana inizialmente studiò musica a Livorno con Bernardo Nucci prima di continuare gli studi al Conservatorio di Napoli e infine all'Accademia Filarmonica di Bologna. La prima opera, Caterina di Guisa, su libretto di Felice Romani, fu rappresentata quando era ancora studente. Ebbe la première il 14 agosto 1838 al Teatro degli Avvalorati di Livorno, con la futura moglie di Verdi, Giuseppina Strepponi come protagonista ed Antonio Superchi. L'opera ebbe una calorosa accoglienza, così come la successiva, Giulio d'Este, che apparve nello stesso teatro nel 1841. Nello stesso teatro Campana diresse anche numerose opere, tra cui Il giuramento di Mercadante (1839), Lucia di Lammermoor di Donizetti (1840), Il crociato in Egitto di Meyerbeer (1840), Il pirata di Bellini (1840). Dopo avere diretto la prima rappresentazione della sua opera Vannina d'Ornano al Teatro della Pergola di Firenze (1842), Campana diresse una serie di concerti a Roma, che compresero uno Stabat Mater di Rossini. L'ultima opera a essere inaugurata in Italia fu Mazeppa, con libretto basato sul poema omonimo di Byron. Ebbe la première al Teatro Comunale di Bologna il 6 novembre 1850 con il tenore Settimio Malvezzi come protagonista. 

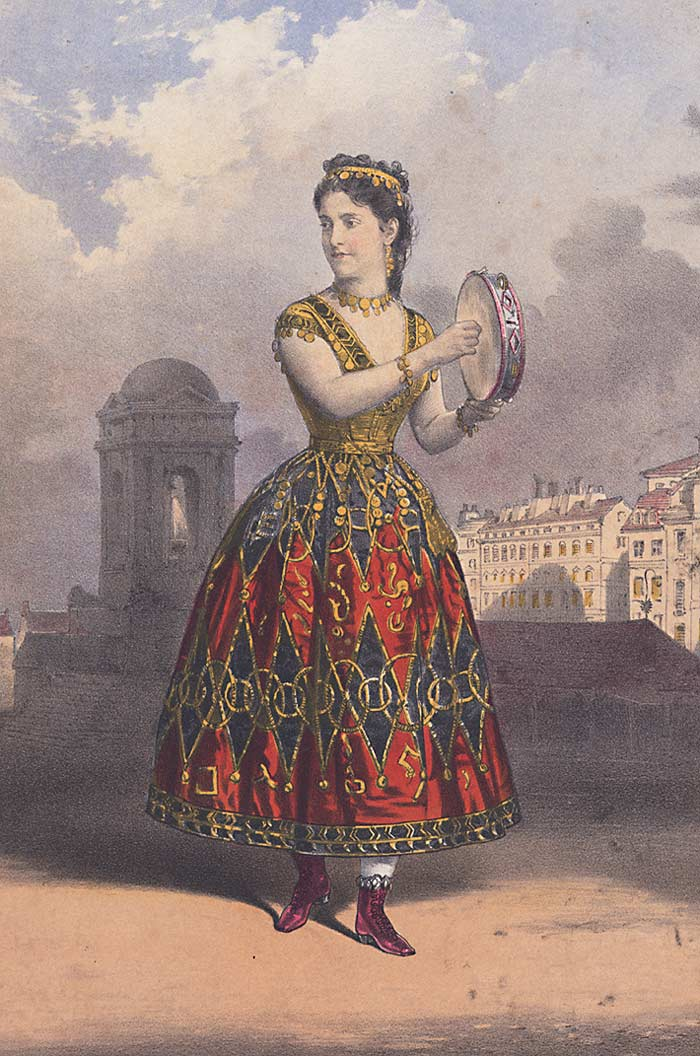
Adelina Patti come Esmeralda nell'ultima opera di Campana, Londra 1870

Nel 1850 Campana andò a Parigi, con una lettera di raccomandazione di Rossini, per cercare di ottenere un posto al Théâtre des Italiens che all'epoca era diretto da Benjamin Lumley. Non vi riuscì e tornò in Italia. Quindi su suggerimento di Lord Ward, uno dei principali sostenitori del His Majesty's Theatre, si recò a Londra dove avrebbe vissuto per il resto dei suoi giorni. Qui aprì una celebre scuola di canto, diresse concerti e guadagnò una reputazione come prolifico e popolare autore di canzoni e arie da concerto. Il primo dei suoi concerti detti "Grand Matinee Musicale" ebbe luogo nel 1854 grazie a Lord Ward, e vi vennero rappresentate le sue più recenti composizioni. Gli anni 1860 videro le première delle ultime due opere. Almina fu data a Londra al Teatro Reale il 26 aprile 1860 diretta da Luigi Arditi con Marietta Piccolomini come protagonista. Il lavoro fu accolto con freddezza dalla critica. «The Musical World» ne criticò la mancanza di "fuoco drammatico", pur non mancando di sottolineare che il pubblico non sembrò condividere questa opinione:
Considerando gli applausi come criterio di valutazione, Almina è stata un trionfo. Dopo il primo atto, i cantanti sono stati chiamati alla ribalta, e anche il Signor Campana è stato costretto a presentarsi, non solo accolto da tumultuanti acclamazioni, ma anche festeggiato con mazzi di fiori e corone d'alloro. Al termine dell'opera è dovuto comparire ancora due volte ricevendo rinnovati festeggiamenti, e senza dubbio il compositore ha lasciato il teatro convinto che la sua opera abbia avuto un legittimo trionfo. Ma non sempre le serate inaugurali dicono la parola definitiva - il Barbiere di Rossini lo testimonia.
L'ultima opera di Campana, Esmeralda, basata su Notre-Dame de Paris di Victor Hugo, fu rappresentata per la prima volta in Russia a San Pietroburgo il 20 dicembre 1869, all'Opera Italiana Imperiale. La parte di protagonista era stata scritta espressamente per Adelina Patti, che però non poté recarsi a San Pietroburgo, così che la parte andò a Carolina Volpi. Nel giugno dell'anno seguente l'opera fu allestita al Covent Garden questa volta con Adelina Patti nelle vesti di Esmeralda. La rivista francese «Le Ménestrel», riferendo della première di San Pietroburgo, lodò l'opera per le belle melodie e l'orchestrazione. La critica per la prima londinese invece fu feroce. Henry Lunn, in «The Musical Times», disse che si trattava di "un lavoro debole" con musica "ordinaria", salvato solo dalla presenza della Patti. Il critico del «The Saturday Review» lo bollò come "irreparabilmente brutto". Nella recensione per «Le Ménestrel» dello spettacolo di Londra, Joseph Tagliafico (che scriveva con lo pseudonimo "De Retz") fece eccezione alla violenza della critica inglese, trovandola inspiegabile. Concluse così la recensione:
Dicono dell'opera di Campana che è [semplicemente] una nuova Raccolta di Canzoni del compositore. Bah! Non si disse anche che La favorita di Donizetti era una romanza in cinque atti? Deciderà il futuro chi ha ragione e chi ha torto.
Esmeralda resistette per un paio di stagioni a Londra e fu rappresentata anche ad Amburgo (ancora con la Patti protagonista) e Trieste, poi scomparve dal repertorio. Fabio Campana morì a Londra il 2 febbraio 1882 all'età di 63 anni. Le opere sono state dimenticate, ma le canzoni sono presenti in alcune registrazioni moderne, tra cui la serie Il Salotto di Opera Rara, e le Serate Musicali con Joan Sutherland (apparse in LP nel 1978, poi ristampate in CD dalla Decca nel 2006). Un ritratto di Campana eseguito da Giovanni Fattori è visibile al Museo Civico Giovanni Fattori di Livorno.

## Opere
- Caterina di Guisa (tragedia in 3 atti, libretto di Felice Romani; Livorno, Teatro degli Avvalorati, 14 agosto 1838)[11]
- Giulio d'Este (tragedia in 3 atti, libretto di Carlo Alberto Monteverde; Livorno, Teatro degli Avvalorati, 28 agosto 1841)
- Vannina d'Ornano (tragedia in 3 atti, libretto di Francesco Guidi; Firenze, Teatro della Pergola, 1º giugno 1842)
- Luisa di Francia (melodramma in 4 parti, libretto di Francesco Guidi; Roma, Teatro Argentina, 29 aprile 1844)
- La Duchessa de La Vallière (melodramma in 4 parti, libretto di Francesco Guidi; Livorno, Teatro Rossini, estate 1849)
- Mazeppa (dramma lirico in 4 parti, libretto di Achille De Lauzières-Thémines; Bologna, Teatro Comunale, 6 novembre 1850)
- Almina (dramma lirico in 3 atti, libretto di Achille De Lauzières-Thémines, Londra, His Majesty's Theatre, 26 aprile 1860)
- Esmeralda (dramma lirico in 4 atti, libretto di Giorgio Tommaso Cimino; San Pietroburgo, Opera Italiana Imperiale, 20 dicembre 1869)

## Canzoni
Campana compose almeno due canzoni patriottiche durante i moti risorgimentali del 1848-49. Una di esse utilizzava il testo del poema La costituente italiana di Arcangelo Berettoni. L'altra, Inno nazionale, su testo di Franco Carrai, divenne ai suoi tempi la canzone che si udiva di più a Livorno. Compose anche un coro per accompagnare un'allegoria drammatica data al Teatro degli Avvalorati nel 1847 per celebrare la concessione a Livorno di una Guardia Civica da parte di Leopoldo II di Toscana. Tra il 1846 e il 1854, Francesco Lucca, l'editore che aveva commissionato a Verdi Il corsaro, pubblicò sette raccolte di canzoni di Campana. Ricordi ne avrebbe pubblicate altre diciannove tra il 1851 e il 1873. Le raccolte Ricordi avevano titoli come Souvenirs, Pensieri, Echi, Sospiri, o Ricordi, e ciascuna era dedicata a uno dei differenti luoghi che avevano avuto importanza nella vita di Campana, tra cui Napoli, Venezia, Roma, Parigi, Bagni di Lucca, e il Lago di Como. Le canzoni erano perlopiù su testi italiani, alcuni scritti dallo stesso compositore, come Quando da te lontano!. Musicò però anche testi di scrittori inglesi, che divennero popolari come brani da concerto ma anche per l'utilizzo in esecuzioni private. I suoi collaboratori più conosciuti in questo genere furono Henry Brougham Farnie (Speak to Me, The Scout: A Trooper's Ditty) e Henry Hersee (A Free Lance Am I: Or the Soldier of Fortune, The Little Gipsy). Un altro pezzo da concerto di Campana molto popolare in Inghilterra fu Voga, voga, O marinaro, una barcarola per tre voci femminili. Questo brano più tardi venne citato da Eleanor Farjeon nel romanzo del 1941 Miss Gransby's Secret, una satira sull'epoca vittoriana.
Discografia
- L'ultima speme – Joan Sutherland (soprano), Richard Bonynge (piano), in Serate Musicali (Decca)
- Una sera d'amore – Jennifer Larmore (mezzosoprano), Patrizia Biccire (soprano), Antoine Palloc (piano), in Il Salotto Vol 8: Notturno (Opera Rara)
- Ora divina – Paul Austin Kelly (tenore), Diana Montague (mezzosoprano), David Harper (piano), in Il Salotto Vol 9: Ora Divina (Opera Rara)
- Près de la mer – Diana Montague (mezzosoprano), David Harper (piano), in Il Salotto Vol 11: Serenata (Opera Rara)